# ルーチン
ルーチン、ルーティン、ルーティーン (仏: routine, フランス語発音: /ʁu.tin/, 英語発音: /ruːˈtiːn/) とは、習慣的・定型的な手続きや仕事のこと。日課。定常処理。

## コンピュータ
コンピュータ・プログラムにおいては、特定の処理を行う一連のコマンドの集合体を指す。プログラムの中で繰り返し必要となる処理をルーチンとして分離することが多い。プログラム全体の進行を管理するものを「メインルーチン」、メインルーチン実行中に別途用意したものを呼び出す場合は「サブルーチン」と呼ぶ。呼び出し元に処理結果を返却するものをファンクション（関数）、返さないものはプロシージャ（手続き）とも呼ぶ。

## 演技
ダンスにおいては、決まった一連の動作（振付）を踊ること。即興と対になる概念。
アーティスティックスイミングのルーティン競技とは、音楽に合わせて演技し、技術・同調性・演技構成などを競うこと。選曲・振り付け・構成が自由な「フリールーティン（FR）」と、決められた要素を順番通りに演技する「テクニカルルーティン（TR）」がある。
スケートボード、スノーボードなどでは、技（トリック）を連続して決める演技構成のこと。

## 医学
医療において、定型化した検査や処置、手技、手術など。例えば、感染症を疑う場合は、採血により白血球数やCRP測定が行われることが多い。

## スポーツ
スポーツにおいて、ルーティンとはプレーの前に選手が一定のパターンの動作をとること。メンタルコントロールのひとつの方法。
大事な試合では緊張・興奮・不安などの影響でベストパフォーマンスを発揮できないことがあるが、練習段階から「定型」を決めておき、本番でもそれを履行することで精神状態を落ち着け、安定したプレーにつなげる意図がある。
日常生活の中で続けること
起床・就寝時間、練習方法、食事・休憩・疲労回復のタイミングなど、生活のリズムを習慣化する。
試合当日に行うこと
「決まった食事メニューを選ぶ」「移動バスやロッカールームで同じ席に座る」「携帯音楽端末で同じ曲を聴く」「同じ順序で準備運動を行う」など。
プレー直前に行うこと
「ユニフォームや道具を触る」「特定のゼスチャーやポーズをとる」「自分自身に語りかける」「予備動作の流れを決める」など。
スポーツ科学的な根拠に基づくものから、個人的な験担ぎまで、決まり事の種類や数は様々である。「プロ1年目に左足からピッチに入った試合で2ゴールを決めた」（中村憲剛）というような成功経験をルーティン化する選手もいる。逆に遠藤保仁や堂安律のように、パターンが崩れた時パフォーマンスに影響するリスクがあるという理由から、ルーティンを決めこまないという選手もいる。
近年はスポーツ界を手本にして、ビジネス分野でもルーティンを取り入れようとする動きがある。「ルーティンワーク」という言葉には惰性・マンネリといったネガティブな響きもあるが、この場合は良い生活習慣を身につけることで仕事への集中力を上げるという意識がある。

### 特徴的なルーティンをもつスポーツ選手

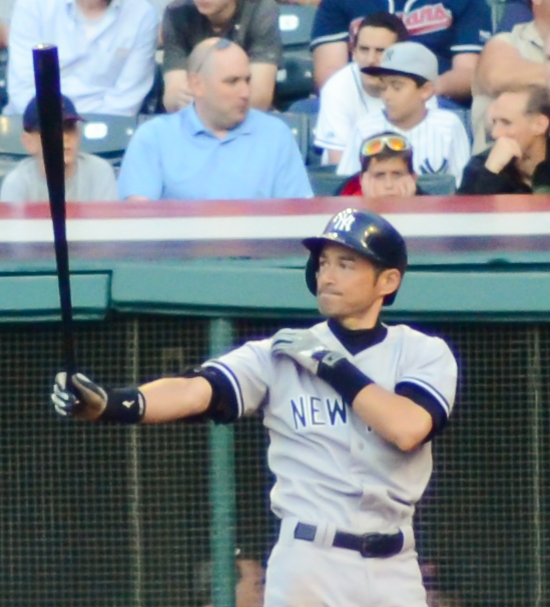
バットを構えるイチロー
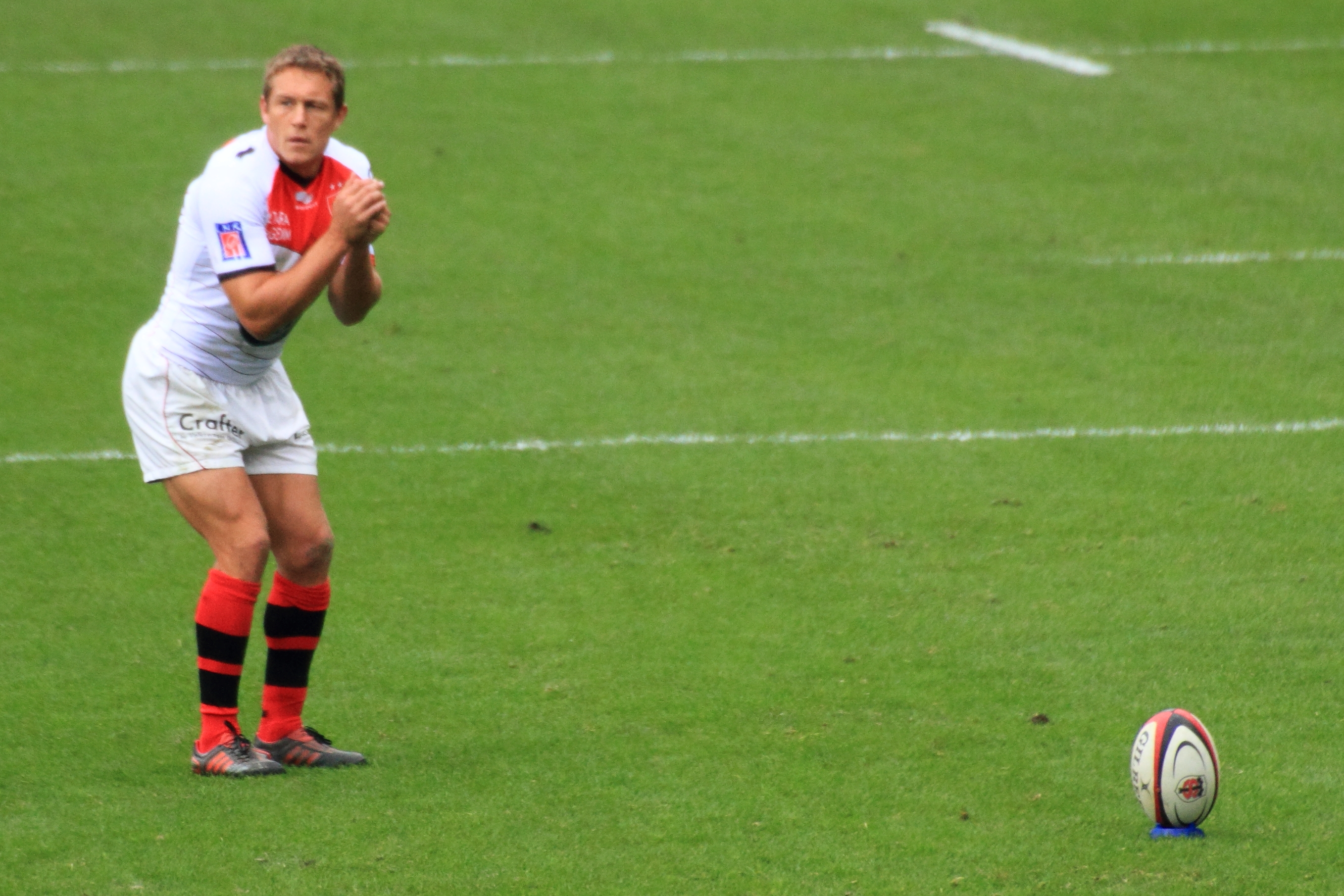
キックを狙うウィルキンソン
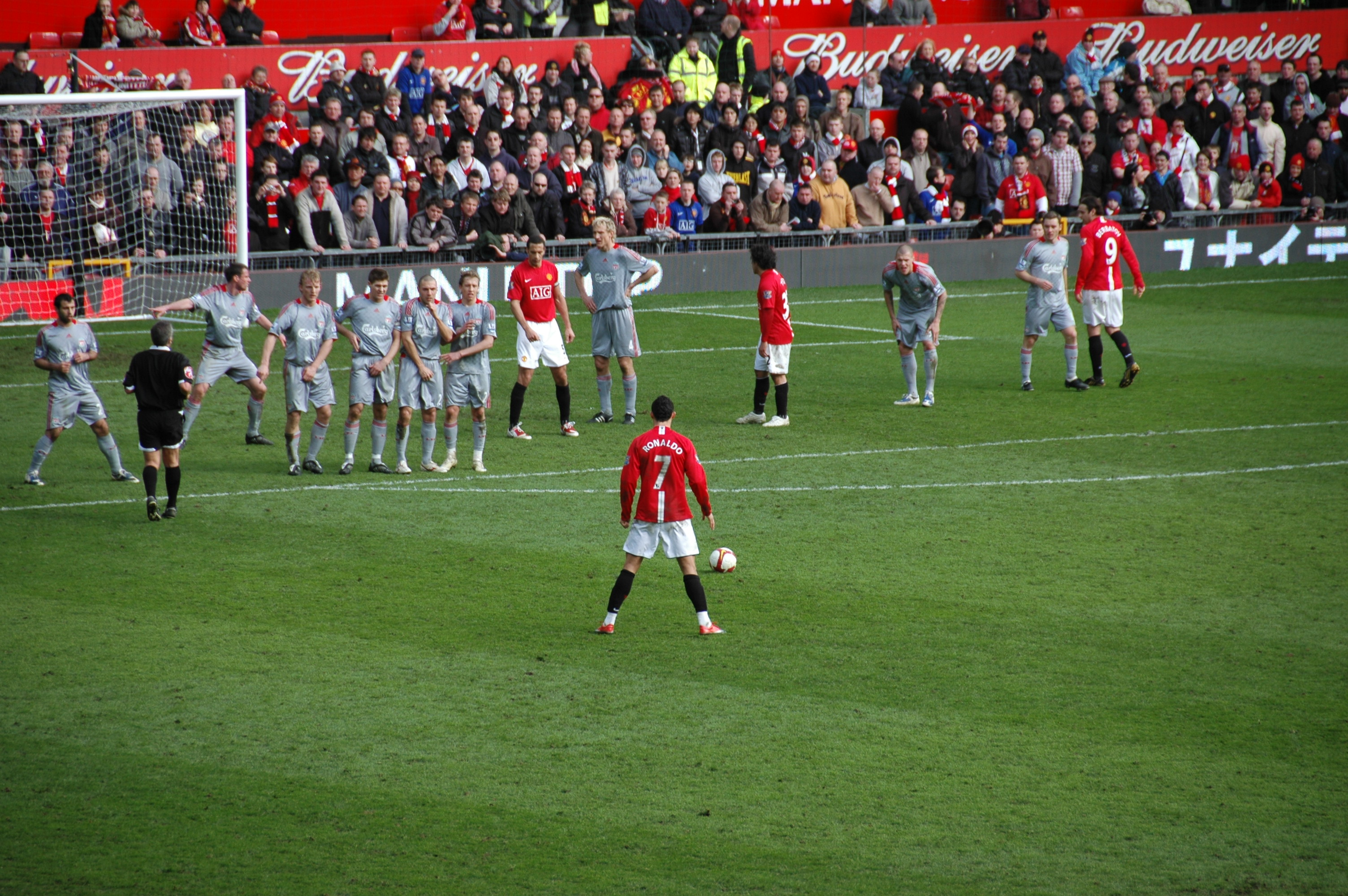
ロナウドのフリーキック
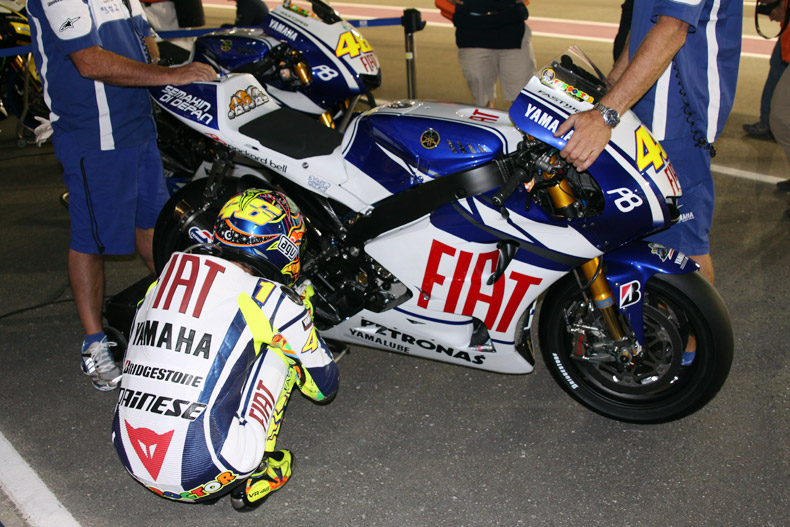
ピット内のロッシ

イチロー（野球）
左バッターボックスでバットを構える際「ピッチャー方向へ右腕を伸ばしバットを立て、左手でユニフォームの右肩を引く」という一連の動作が有名。試合までの準備から食事・トレーニング・用具の手入れなど、入念にルーティンを続けていたことでも知られる。
ラファエル・ナダル（テニス）
サーブを打つ前の動作など細やかなルーティンを持っているが、休憩中ベンチに座る際「ペットボトルを2本揃え、ラベルをコート側に向けて置く」という独特な作法がある。2015年全豪オープンでは、試合中にボトルが倒れたことに気付いたボールボーイがきちんと並べ直し、ナダル本人が苦笑するというシーンがあった。
ジョニー・ウィルキンソン（ラグビー）
ゴールキックを蹴る前、ゴールポストを見ながら腰をかがめ、両手を胸の前で合わせて拝むようなポーズをとる。ラグビー日本代表の五郎丸歩もこれに似たルーティンを行い、2015年ワールドカップの活躍で「五郎丸ポーズ」として流行語になった。
クリスティアーノ・ロナウド（サッカー）
フリーキックやペナルティーキックでゴールを狙う際、ボールをセットしてから数歩後ずさりし、胸を張りながら両足を広げて仁王立ちする。故郷のマデイラ諸島フンシャルには、このポーズを模した銅像が建てられた。
バレンティーノ・ロッシ（オートバイレース）
ピットガレージから出発する前、バイクの右側にしゃがみこんでフットペダルを握りながら精神集中するという儀式がある。
羽生結弦（フィギュアスケート）
演技のスタートポジションに向かう際、「しゃがんでリンクの壁を叩く」「（コーチに預けた）プーさんのぬいぐるみを触る」「体の前で右手を下↓横→横→と漢字の「士」を書くように動かす」「拝むように両手を合わせる」といったルーティンを行う。
内村航平（体操）
跳馬で助走を始める前に、両腕を前に伸ばして上下に動かす。
琴奨菊（大相撲）
仕切りで塩をまく際、両腕を広げながら大きく上半身をのけぞる。フィギュアスケートの荒川静香が得意としたイナバウアーにちなんで「琴バウアー」と呼ばれる。スランプに陥っていたころ、東海大学体育学部の高妻容一教授のもとで受けたメンタルトレーニングがヒントになっている。大関陥落後は封印していたが、令和2年11月場所6日目、現役最後の取組前に「応援してくれた方への感謝の気持ち」として披露した。
松本薫（柔道）
試合会場の畳に上がる際、獲物を狩るような形相で睨みつけたり、口を大きく開けたりする。2012年ロンドン五輪の金メダル獲得で「野獣」「アサシン（殺し屋）」などと形容された。このモードに入るのは試合の1カ月前（五輪は半年前）からで、女性らしさのスイッチを切るため、恋人（のちの結婚相手）でも30cm以内には近づけないようにしていた。
前田健太（野球）
投球のウォーミングアップの際、両脚を広げてやや前屈姿勢になり、両腕をクロールのようにぐるぐる回転させる。PL学園時代にトレーナーから教わって以来続けており、「マエケン体操」と呼ばれる。肘に負担がかからないよう、肩甲骨や脊柱を動かし、全身を使って投げるイメージがある。自身のYouTubeチャンネルでやり方をレクチャーしている。
ウェイド・ボッグス（野球）
独特なルーティーンの多さで知られる。内容は毎試合前に鶏肉を口にし（その為渾名は「チキンマン」だった）、毎日同時間に起床し、ちょうど150本のゴロを練習で受け、ナイトゲームであれば必ず午後5時17分に打撃練習に入り、午後7時17分にダッシュを行っていた。また、守備位置とベンチの往復には必ず同じルートを通り、毎打席の前に必ず"Chai"（ヘブライ語で「命」の意）という言葉を地面に書くという殆どが験担ぎのようなものである。
長谷部誠（サッカー）
試合前にMr.Childrenの曲を聴いて気持ちを整える。南アフリカW杯ではバスがスタジアムに到着するタイミングに合わせて「終わりなき旅」を聴いていた。現役終盤に差し掛かると「皮膚呼吸」や「Starting Over」をよくかけていた。また、一日の最後はベッドに横になり、30分間心を鎮める時間を作っていた。
- バットを構えるイチロー
- キックを狙うウィルキンソン
- ロナウドのフリーキック
- ピット内のロッシ

## YouTube
2010年代後半から2020年代にかけて、動画サイトYouTubeにおける動画ジャンルの流行の一つとして「ルーティーン動画」が登場した。これは発信するYouTuberの日常生活をそのまま動画にするというものである。帰宅してから就寝するまでの生活習慣を紹介するものを「ナイトルーティーン」、反対に朝起きてから出かけるまでの様子をまとめたものを「モーニングルーティーン」のように呼ぶ。
視聴者が娯楽として楽しめる企画、他の人がやっていないことに挑戦することで注目を集めるという従来のYouTuberに対して、ルーティーン動画のように特別ではない普段の生活をコンテンツ化するYouTuberが台頭しており、「日常系」と呼ばれる。
ルーティーン動画は使用する美容品の紹介など役に立つノウハウやライフハックの動画としての側面もある一方、そのような要素がほとんどなく、より日常生活そのままを動画として流すものや、だらしない生活を見せるものも高い再生数を記録している。
株式会社エビリーによる調査分析では、ルーティーン動画は投稿から1か月以上経っても再生数が伸びる傾向にありロングヒットの可能性を持っていること、新生活シーズンである3月から4月に再生数が伸びやすいことが特徴として見出されている。